# Вольфдітріх Шнурре
Вольфдітріх Шнурре (нім. Wolfdietrich Schnurre; 22 серпня 1920, Франкфурт-на-Майні —9 червня 1989, Кіль) — німецький письменник. Писав оповідання, роман, байки, щоденники, вірші, радіоп'єси, телевізійні п'єси та дитячі книжки, які сам ілюстрував. Шнурре належав до Групи 47. Серед його найвідоміших творів — «роман в оповіданнях» «Коли батькова борода ще була рудою» (1958) та оповідання «Єньо був моїм другом», а також нотатки «Фотограф тіней» (1978). Шнурре був відзначений численними нагородами за свою роботу, зокрема премію Георга Бюхнера за 1983 рік

## Біографія

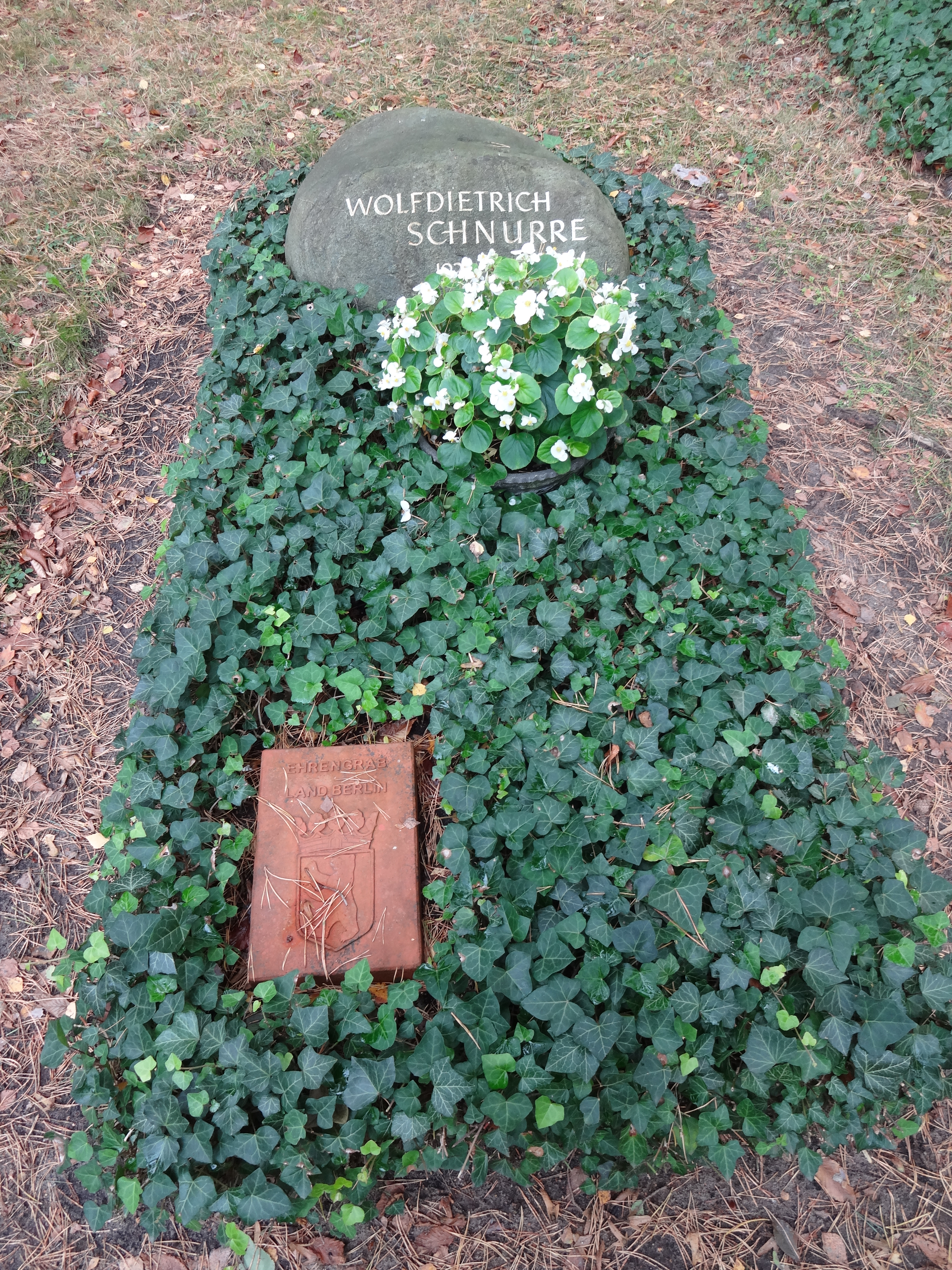
Надгробок

Вольфдітріх Шнурре був сином Отто Шнурре (1894—1979), бібліотекаря та орнітолога, близького до Оскара Гайнрота. Перші роки життя провів у Франкфурті-на-Майні. У 1928 році він переїхав з батьком до Берліна, де відвідував соціалістичну початкову школу, а потім, з 1935 року, гуманітарну середню школу.
З 1939 по 1945 роки брав участь у Другій світовій війні як солдат. Після закінчення війни Вольфдітріх Шнурре повернувся до Берліна з Вестфалії, куди він утік у квітні 1945 року. Спочатку він жив у Східному Берліні і працював редактором-стажером в Ullstein-Verlag. Після того як радянський референт культури заборонив йому друкуватися в західних журналах, 1946 року він переїхав до Західного Берліна. У наступні роки він працював театральним і кінокритиком для «Deutsche Rundschau» та інших берлінських газет.
1947 року Шнурре став співзасновником «Групи 47» та членом ПЕН-центру Федеративної Республіки Німеччини, з якого вийшов у 1962 році на знак протесту проти його мовчання щодо будівництва Берлінської стіни. З 1950 року був вільним письменником. У 1964 році Шнурре захворів на важкий поліневрит. У 1965 році його дружина Єва, уроджена Мерц, покінчила життя самогубством. У 1966 році одружився з художницею-графіком Мариною Камін. Разом вони усиновили маленького хлопчика. Останні роки життя жив у Фельде біля Кіля. Його могила на Целендорфському лісовому кладовищі з листопада 2010 року є почесною могилою землі Берлін.

## Творчість
Вольфдітріх Шнурре був визначним автором в західнонімецькій повоєнній літературі. Окрім численних оповідань, він писав байки, щоденники, вірші, радіоп'єси, телевізійні п'єси, роман, а з середини 1960-х років — дитячі книжки, деякі з яких він ілюстрував сам. Його «циганська історія» 1958 року Єно був моїм другом, що порушила суспільне табу, яке існувало в Західній Німеччині щодо геноциду ромів до 1960-х років, стала надзвичайно відомою; Він також сам виступив ілюстратором цього твору.
Найвідоміша книга Шнурре «Коли батькова борода була ще рудою» здобула йому репутацію гумористичного оповідача. Сам він сприймав свій гумор як «ходу по лезу ножа». Насамперед він бачив себе як відданого, критичного до часу та, в найширшому розумінні, політичного автора, так сприймали його і критики. Марсель Райх-Раніцкі назвав його «войовничим диваком» і «порушником спокою». 1953 року був опублікований фіктивний щоденник «Зоряний пил і ніжність». «Записки Пуделя Алі» містять критику реваншистських тенденцій епохи Аденауера, а також літературного світу ранньої Федеративної Республіки. У збірці притч «Доля нашого міста» (1959) з підзаголовком «Хроніка» ця критика була ще більше гострою. Своє занепокоєння щодо переозброєння Федеративної республіки він висловив, серед іншого, в оповіданні «Маневр». Шнурре підвів підсумки свого життя у книзі «Фотограф тіней», яка мала успіх серед читачів. Крім спогадів, цей том містить афоризми, уривки оповідань, нотатки до прочитаного та поетологічні роздуми. Поки Шнурре писав цю книгу, він також написав збірку діалогів «Ти мені потрібен», у якій він повністю відмовився від оповідної манери й дозволив говорити лише героям. Після десятиліть дослідження німецької провини перед євреями, Шнурре опублікував 1981 року обширний і складний роман «Нещастя», в якому він торкався теми «невдалого німецько-єврейського симбіозу». Єврейське життя в сучасному (Західному) Берліні було зображено в 13-серійному телевізійному серіалі «Левін і Гутман», який вийшов у 1985 році й для якого Шнурре написав сценарій.
Шнурре був членом Німецької академії мови та поезії в Дармштадті з 1959 року. Був лауреатом премії молодого покоління Берлінської мистецької премії в 1958 році, премії Іммермана в 1959 році, літературної премії Георга Макензена в 1962 році, був відзначений Федеральним хрестом за заслуги в 1962 році, а також Літературної премії міста Кельна 1982 р., Премії Георга Бюхнера 1983 року та посмертно Премії культури міста Кіль.
Його новела «Похорон» була першим текстом, представленим на установчих зборах групи 47 і була прочитана в Банвальдзее у вересні 1947 року. Шнурре знову прочитав той самий текст у вересні 1977 року в Заульгау на останній зустрічі нині неактивної групи.

## Твори
- Das Begräbnis. 1946
- An die Harfner. 1948
- Reusenheben. 1949
- Rettung des deutschen Films. Stuttgart 1950
- Die Rohrdommel ruft jeden Tag. Witten 1950
- Das Manöver. 1952
- Sternstaub und Sänfte. Berlin-Grunewald 1953
- Die Blumen des Herrn Albin. Frankfurt 1955
- Kassiber. Frankfurt 1956
  - darin: Kulisse
- Abendländler. München 1957
- Ein folgenschwerer Unglücksfall, 1957
- Protest im Parterre. München 1957
- Als Vaters Bart noch rot war. Zürich 1958
  - darin: Jenö war mein Freund.
- Barfussgeschöpfe. Steinklopfer, Fürstenfeldbruck 1958
- Eine Rechnung, die nicht aufgeht. Olten 1958
- Anaximanders Ende. Berlin 1958
- Der Verrat. 1958
- Steppenkopp. Stierstadt 1958
- Die Zwerge. 1958
- Die Flucht nach Ägypten. 1958
  - darin: Die Leihgabe.
- Das Los unserer Stadt. Walter, Olten 1959
- Man sollte dagegen sein. Olten 1960
  - darin: Die Rückkehr.
- Die Aufzeichnungen des Pudels Ali. Walter Verlag, Olten 1962
- Berlin — eine Stadt wird geteilt. Olten 1962
- Die Mauer des 13. August. Berlin 1962
- Funke im Reisig. Olten 1963
  - Neuauflage: Berlin Verlag 2010, ISBN 978-3-8270-0938-8.
- Die Gläsernen. Paderborn 1963
- Ohne Einsatz kein Spiel. Olten 1964
- Schreibtisch unter freiem Himmel. Olten 1964
- Die Tat. Lübeck 1964
- Kalünz ist keine Insel. Zürich 1965
- Die Erzählungen. Olten 1966
- Das Schwein, das zurückkam. Zürich 1967
- Spreezimmer möbliert. München 1967
- Was ich für mein Leben gern tue. Neuwied 1967
- Die Zwengel. Baden-Baden 1967
- Rapport des Verschonten. Zürich 1968
- Ein Schneemann für den großen Bruder. München 1969 (mit Marina Schnurre)
- Gocko. München 1970 (mit Marina Schnurre)
- Richard kehrt zurück. Zürich 1970
- Die Sache mit den Meerschweinchen. Recklinghausen 1970 (mit Marina Schnurre)
- Schnurre heiter. Olten 1970
- Die Wandlung des Hippipotamos. Reutlingen 1970
- Immer mehr Meerschweinchen. Recklinghausen 1971 (mit Marina Schnurre)
- Der Spatz in der Hand. München 1971
- Wie der Koala-Bär wieder lachen lernte. Zürich 1971 (mit Marina Schnurre)
- Der Meerschweinchendieb. Recklinghausen 1972
- Ich frag ja bloß. München 1973
- Schnurren und Murren. Recklinghausen 1974
- Der wahre Noah. Zürich 1974
- Eine schwierige Reparatur. Düsseldorf 1976
- Ich brauch dich. München 1976
- Klopfzeichen. Gütersloh 1978
- Der Schattenfotograf. Roman, München 1978
  - Neuauflage: Berlin Verlag, 2010, ISBN 978-3-8270-0931-9.
- Erfülltes Dasein. Düsseldorf 1979
- Kassiber und neue Gedichte. München 1979
- Ein Unglücksfall. München 1981
- Gelernt ist gelernt. Frankfurt 1984
- Emil und die Direktiven. Frankfurt 1985
- Mein Leben als Zeitgenosse. Stuttgart 1987
- Zigeunerballade. Berlin 1988
- Weihnachts-Schnurren. Leipzig 1988
- Verkehrszeichen. Bamberg 1991 (mit Werner Kohn)
- Als Vater sich den Bart abnahm. Berlin 1995
- Die Prinzessin kommt um vier. Berlin 2000 (mit Rotraut Susanne Berner)
- Kasimir hat einen Vogel. Berlin 2000 (mit Manfred Bofinger)
- Doddlmoddl. Berlin 2003 (mit Egbert Herfurth)
- Die Maus im Porzellanladen. Berlin 2003
- Dreimal zur Welt gekommen. Ausgewählte Erzählungen. Herausgegeben von Marina Schnurre und Fritz Bremer, mit einem Vorwort von Günter Kunert, Paranus Verlag, Neumünster 2008, ISBN 978-3-940636-01-0.
- Die besten Geschenke der Welt. Eine Weihnachtsgeschichte. Bloomsbury, Berlin 2010, ISBN 978-3-8270-5420-3.